# Käymäjärvi (ort)
Käymäjärvi är en ort i Pajala kommun, Norrbottens län. Orten ligger vid sjön Käymäjärvi.
Vid folkräkningen 1890 hade orten 35 invånare och i augusti 2016 fanns det enligt Ratsit 16 personer över 16 års ålder registrerade med adressen Käymäjärvi.